# NGC 6466
NGC 6466 је спирална галаксија у сазвежђу Змај која се налази на NGC листи објеката дубоког неба.
Деклинација објекта је + 51° 23' 58" а ректасцензија 17h 48m 8,0s. Привидна величина (магнитуда) објекта NGC 6466 износи 14,2 а фотографска магнитуда 15,0. NGC 6466 је још познат и под ознакама CGCG 278-30, PGC 60883.